# Ommersheim

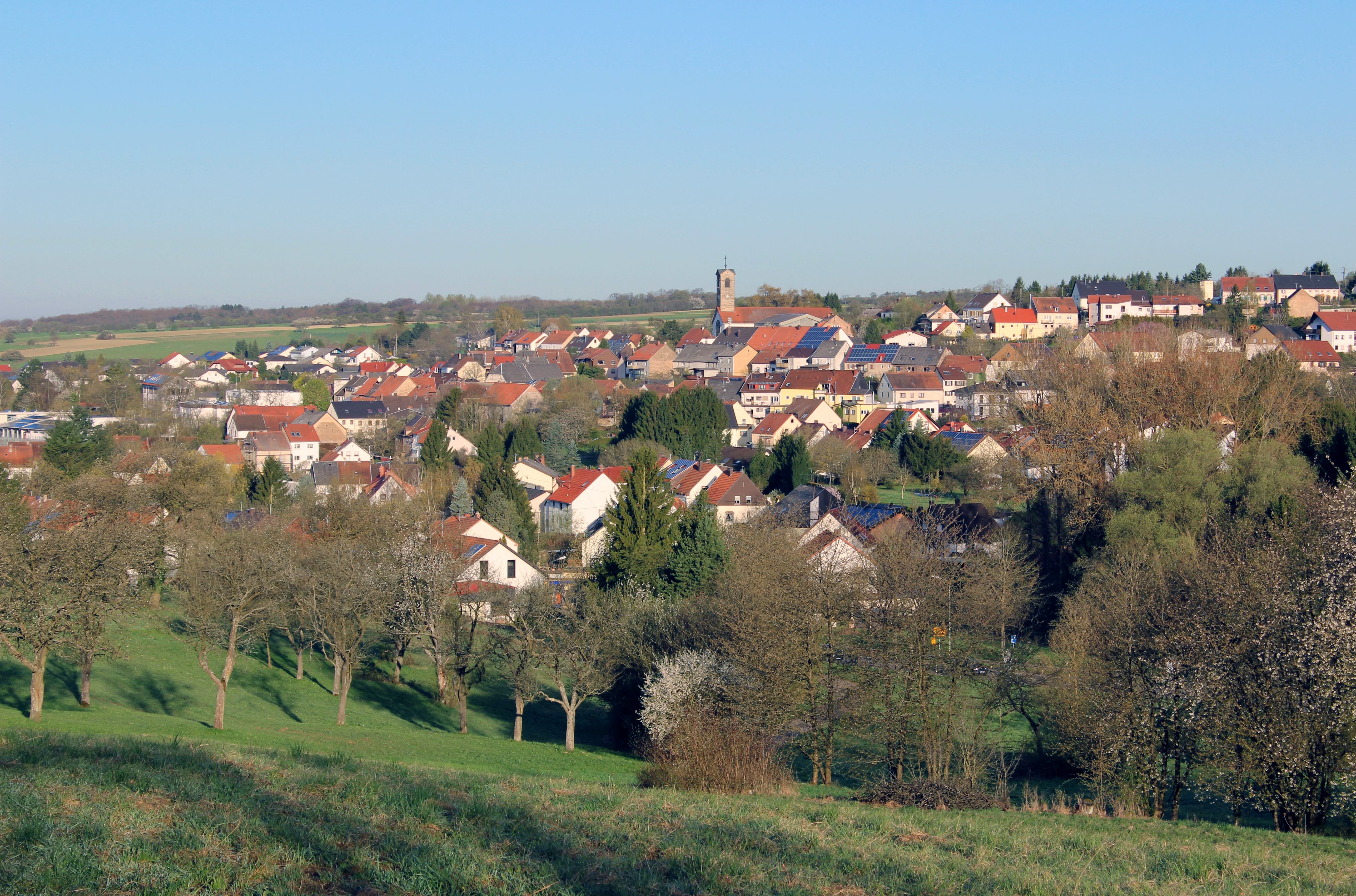
Blick aus östlicher Richtung auf Ommersheim

Ommersheim ist ein Ortsteil der Gemeinde Mandelbachtal im Saarpfalz-Kreis.

## Geographie

### Lage
Ommersheim liegt in der Region Saar-Lor-Lux in der Nähe des Flughafens Saarbrücken-Ensheim, ca. 15 km östlich der Landeshauptstadt Saarbrücken
an der Schnittstelle der L 107 und L 236 im ländlich strukturierten Muschelkalkgebiet des Bliesgau.

### Ausdehnung des Ortes
Der heutige Ort Ommersheim umfasst die Ortsteile Nussweiler, Ziegelhütte und Philippsburg.

Wüstungen sind Lindweiler (auf dem Hügel gegenüber Nussweiler) und Osthofen. (Die Wüstung lag in der Nähe des heutigen Gangelbrunnens. Die Osthofenstraße weist darauf hin.)

Früher gehörten zu Ommersheim auch die Ortsteile Ormesheim (bis 1721), Heckendalheim, Oberwürzbach (bis 1925) und Rittersmühle.

## Geschichte

### Die Anfänge
Die erste ständige Besiedlung des heutigen Ortsgebietes fällt vermutlich in die Zeit der fränkischen Landnahme, also in das späte 5. bis 7. Jahrhundert. Für diese erste fränkische Siedlungswelle sind die Ortschaften mit den Namen -heim kennzeichnend. Auch bereits in der Römerzeit war das Ommersheimer Ortsgebiet besiedelt. Dies belegen archäologische Funde.

### Der Ortsname
Die Heim-Ortsnamen wurden in der Regel nach der Formel „Personennamen + Genitivendung + heim“ aus den Personennamen der ersten Siedler gebildet. Das bedeutet der Name Ommersheim gibt uns Hinweis auf einen frühen Personennamen. Denkbar wäre Omer oder Otmar.

### 10. bis 14. Jahrhundert
Die erste urkundliche Erwähnung datiert aus dem Jahr 1180. Hermann, Priester von Oimersheim wird in einer Urkunde des Klosters Wörschweiler als Zeuge benannt.
Um 1220 gehörte der Ort zur Herrschaft Zweibrücken, ab 1252 zum Kloster Wadgassen.

### 15. bis 17. Jahrhundert
Um 1550: Die weltliche Herrschaft über Ommersheim lag bei den Grafen von Nassau-Saarbrücken und dem Junker von Steinkallenfels an der Nahe.
1563: Wie im Konzil von Trier (1545 bis 1563) beschlossen, wurde in der Pfarrei Ommersheim erstmals ein Tauf-, Ehe- und Sterberegister eingeführt. Zur Pfarrgemeinde Ommersheim gehörten St. Ingbert, Hassel, Rohrbach, Spiesen, Heckendalheim, Oberwürzbach, Aßweiler, Seelbach und Wecklingen.
Aus der Zeit vor dem Dreißigjährigen Krieg ist ein Dokument überliefert, das die Einwohner der „Meygerie zu Omersheim“ namentlich verzeichnet. Um das Jahr 1543 zählte Ommersheim demzufolge sechs Haushalte, die wie folgt benannt sind: Nickel Huffen, Hannsen Son, Mathern, Jakob Schneider, Der Schumacher, Veltin Scheffer, Annstet. Die glückliche Überlieferung jener Namen kann einer steuerlichen Erhebung verdankt werden, die die Grafen von Nassau-Saarbrücken wegen eines anstehenden Feldzugs gegen die Türken durchführten.
1553 wütete der „schwarze Tod“ (die Pest) im Bliesgau. In den Jahren von 1573 und 1574 wurde die Gegend nochmals von der Pest heimgesucht.
1618 bis 1648, im Dreißigjährigen Krieg, herrschten Not und Zerstörung. Der Landstrich wurde besonders von den Schweden verwüstet. Hunger und Seuchen folgten dieser schweren Zeit. Nach dem Westfälischen Frieden (1648) dauerten die Kämpfe – meist von den Franzosen verursacht – an. 1651 lebte fast niemand mehr in den heutigen Gemeinden Ommersheim, Oberwürzbach und Heckendalheim.
Im Jahr 1655 kam der Ort dann in die Hände des Blieskasteler Adelsgeschlecht derer „von der Leyen“. Neue Siedler kamen aus der Pfalz, Lothringen, Luxemburg, Bayern, Tirol und der Schweiz. Im Gersheimer Ortsteil Rubenheim erinnert der Name eines Festes noch heute an die Besiedlung aus dieser Zeit: das „Kleintiroler Weiherfest“. In „Leyenscher Zeit“ war Ommersheim eine Meierei.
1698 erneuter Zuzug aus Tirol, Bayern, Schweiz, Böhmen und Lothringen. In Ommersheim weist das Kirchenregister 99 Einwohner aus, in St. Ingbert sind es 88 Menschen.

### 18. Jahrhundert

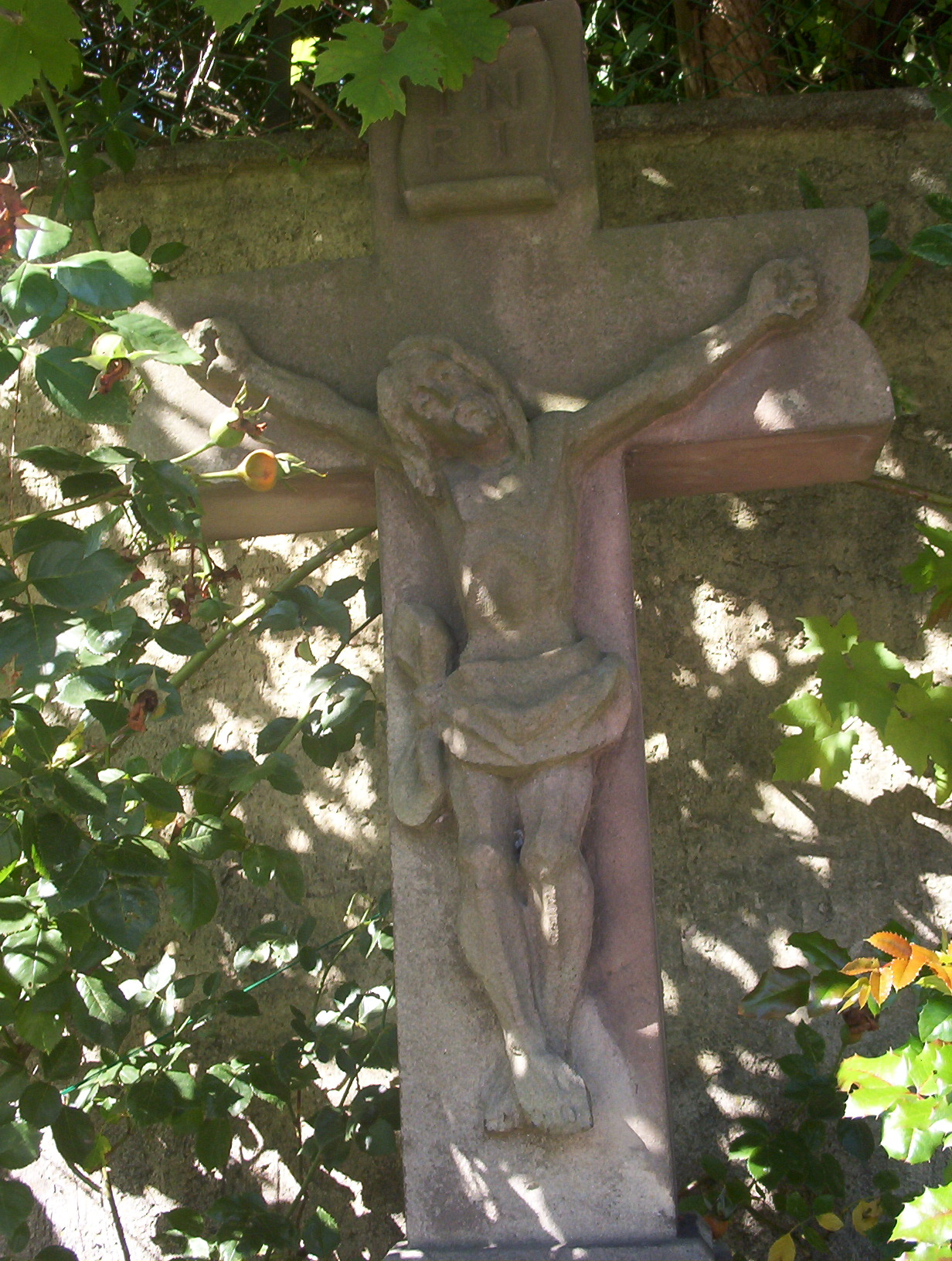
Das Hungerkreuz

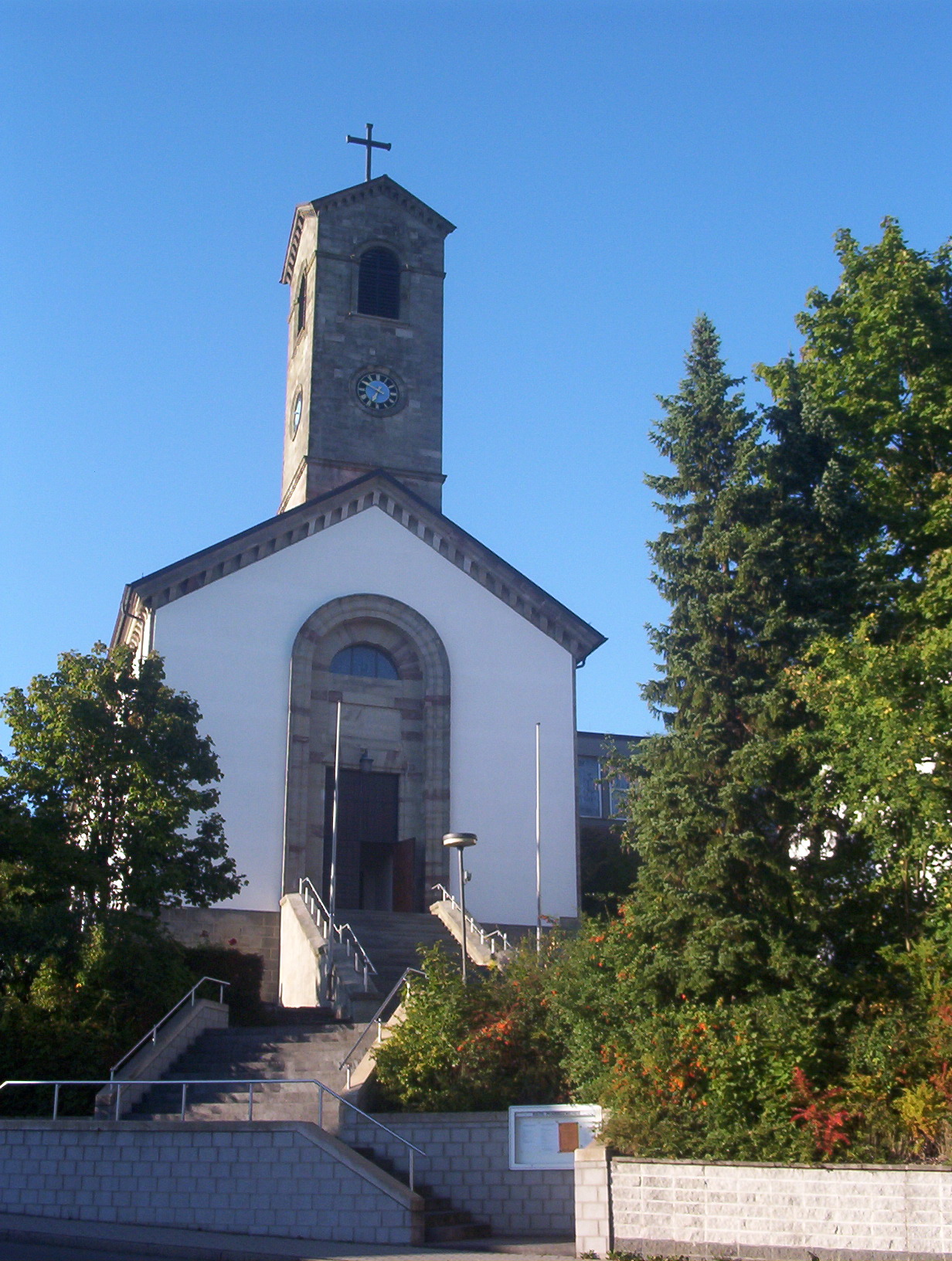
Pfarrkirche Mariä Heimsuchung, die neue Dorfkirche

1721 Ormesheim wurde von Ommersheim abgetrennt.
1731 wurde am Heiligen Abend ein 15-jähriger Junge (Bernhard Hartz) beim Glockenläuten von einem herabfallenden Stein erschlagen.
1778 versiegten alle Quellen des Ortes, bis auf eine Quelle in der Ortsmitte, aus Dankbarkeit stellten die Bewohner das Hungerkreuz auf, ein noch heute zu sehendes Wegekreuz.
1786 wurde die Leibeigenschaft durch Marianne von der Leyen aufgehoben.
In den Revolutionstagen 1789 spielte Ommersheim eine besondere Rolle.
Am 17. September trafen sich Bauernvertreter aus allen leyenschen Gemeinden zu einer „Landschaftsberatung“ bei Bauer Walle. In ihren „25 Ommersheimer Punkten“ fassten sie ihre Klagen zusammen und übergaben sie Marianne von der Leyen im Schloss zu Blieskastel.
1793 Ende der leyenschen Regentschaft.
Infolge der Französischen Revolution wird Ommersheim Aufmarschgebiet für ein heftiges Gefecht zwischen Preußen und Österreich gegen Frankreich, am 16. November 1793 bei Biesingen. Die Franzosen besiegten, angeführt durch General Hoche, die Preußischen Truppen in diesem Gefecht. Die Verpflichtungen, die französischen Truppen zu versorgen, setzten den Menschen zu.
Als wäre das nicht Leid genug, sterben im Jahr 1794 36 Ommersheimer an Pocken.
1795 Ommersheim wird französisch.

### 19. Jahrhundert
1801 Nach dem Frieden von Lunéville werden die Bistümer neu geordnet. Im Kanton Blieskastel gibt es nur noch die Pfarre Blieskastel und elf Hilfspfarren, darunter ab 1803 auch die Pfarre Ommersheim.
1802 Ommersheim hat 447 Einwohner, der gesamte Pfarrbezirk 733.
1814 Ommersheim wird wieder deutsch.
Die auf den Wiener Kongress festgelegte Neuordnung Europas hatte auch auf Ommersheim Auswirkungen. Mit dem Großteil des heutigen Saarpfalz-Kreises kommt der Ort 1816 zum Königreich Bayern.
1827 wird das alte Gotteshaus (Kirchturm und Schiff waren romanisch, der Chor gotisch) wegen Baufälligkeit geschlossen.
1829 steht bereits eine neue Kirche im Ort, die in den 1960er Jahren durch eine Erweiterung stark verändert wird. Die frühere Kirche bildet jetzt den Chorraum.
Am 11. April 1845 wird die Gemeindegrenze zwischen Niederwürzbach und Ommersheim nach Süden entlang der Straße Niederwürzbach–Hassel verlegt. Ommersheim war weit größer als das heutige Ortsgebiet, die Grenze verlief durch den Niederwürzbacher Weiher. Das Gelände des heutigen Niederwürzbacher Bahnhofs gehörte damit ebenso wie die Rittersmühle zu Ommersheim.
Im Revolutionsjahr 1848 besetzen preußische Truppen 14 Tage lang Ommersheim.
Im Jahr 1870 wird die örtliche Freiwillige Feuerwehr gegründet.
Zwischen 1890 und 1900 wurde Ommersheim von einem aus Heckendalheim stammenden Bürgermeister verwaltet, auch die Bürgermeisterei (neben Ommersheim auch das heutige Oberwürzbach und Rittersmühle) wechselte in den Nachbarort. 1900 ging die Bürgermeisterei wieder nach Ommersheim, die Bevölkerungszahl übersteigt die 1000-Einwohner-Grenze.

### 20. Jahrhundert

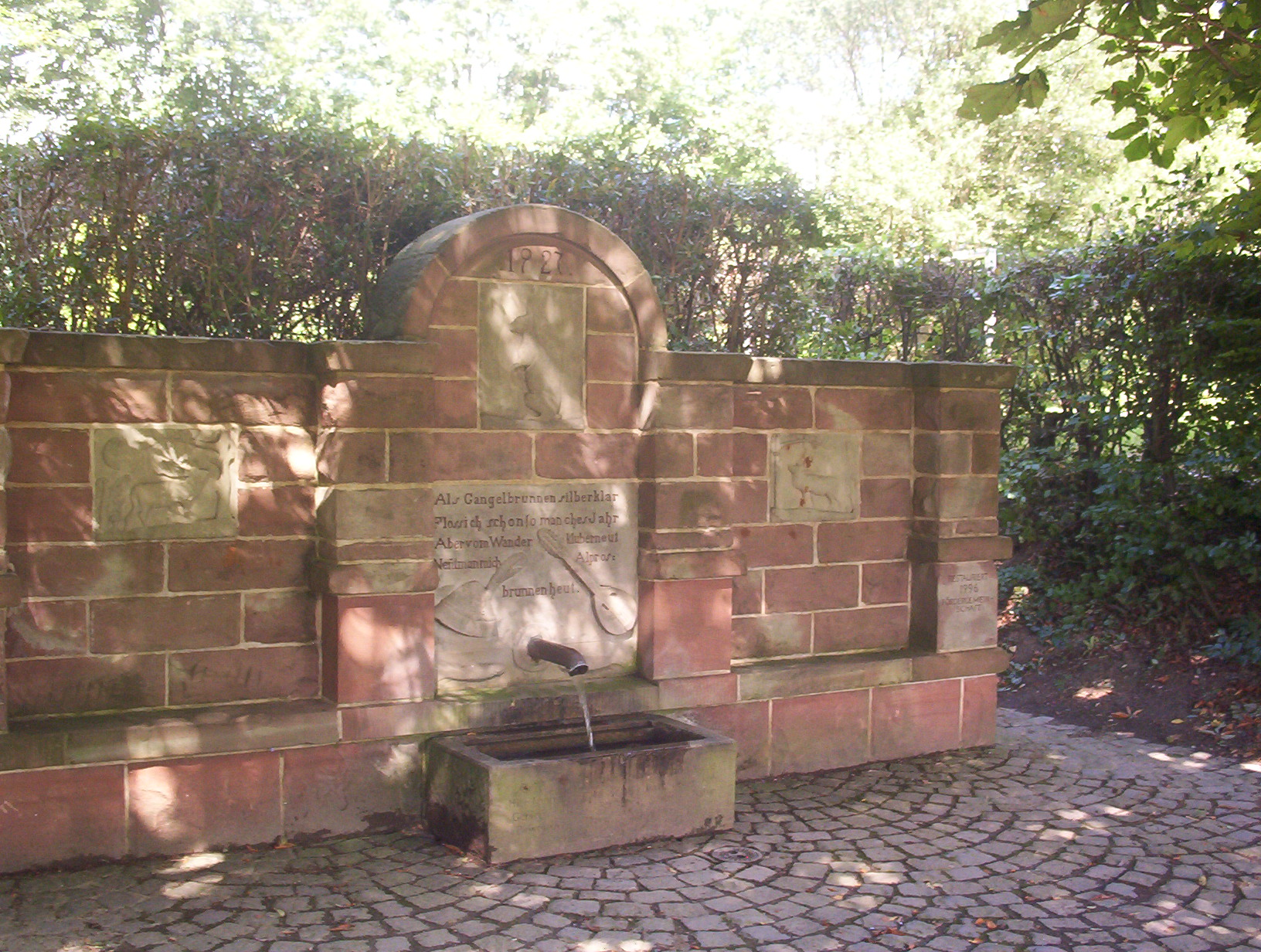
Gangelbrunnen

Nach dem Ersten Weltkrieg wurde das Saarland im Zuge des Versailler Vertrages von Deutschland abgetrennt und unter Völkerbundmandat gestellt.
Im Jahr 1900 wird das Wasserwerk im Obertal erbaut, Ommersheim erhält eine Wasserversorgung.
Die Elektrifizierung beginnt im Jahr 1920.
1925 tritt Oberwürzbach aus der Gemeinde Ommersheim aus und wird selbständige Gemeinde.
Im Jahr 1927 fassen heimische Steinhauer eine Quelle im Wiesenthal, den Gangelbrunnen. Gemeinsam mit dem Naherholungsgebiet „Ommersheimer Weiher“ ist der Brunnen ein beliebtes Ausflugsziel.
Im Juli 1929 wird der Musikverein Ommersheim gegründet.
Am 13. Januar 1935 gelangte der Kreis und die Gemeinde nach der Volksabstimmung an das nationalsozialistische Deutschland.
Im Jahr 1939 findet die erste Evakuierung von Ommersheim statt. Nur wenige Männer bleiben im Dorf zurück, um Haus und das Vieh zu versorgen.
Die zweite Evakuierung erfolgt im Jahr 1944. Wieder flieht ein großer Teil der Bevölkerung, zurück bleiben ca. 350 Menschen.
Am 8. Dezember 1944 wird der Ort von der amerikanischen Armee mit Granaten beschossen. Häuser in der Kallenbachstraße und Saarpfalz-Straße (damals noch: Hauptstraße) werden getroffen. Eine Frau wird durch Granatsplitter tödlich verletzt. Ein kleines Mädchen verliert ein Bein. Danach ziehen sich die Truppen zurück.
Am 15. März 1945 kommt es zu einem starken Beschuss des Ortes durch amerikanische Artillerie. Viele Häuser werden beschädigt und zerstört, darunter auch die Kirche (ca. 40 Treffer), deren Dachstuhl einzubrechen droht und deren Turm schwer beschädigt wird. Tiefflieger werfen Bomben, kein Haus bleibt unbeschädigt. Wieder gibt es Tote und Verletzte unter der Zivilbevölkerung und der fliehenden Wehrmacht.
Am 16. März 1945 marschieren amerikanische Truppen der 63. Infanterie-Division von Ensheim her ein. Alle Männer und Knaben zwischen 12 und 65 Jahren werden zusammengetrieben, verhört und fünf Tage unter strengster Bewachung im Pfarrhaus eingesperrt.
Am 17. und 19. März 1945 schießt die deutsche Artillerie ins Dorf. Wieder brennen einige Häuser nieder.
Nach dem Zweiten Weltkrieg wurde das Saarland erneut internationalisiert und zwischenzeitlich ein teil-souveräner Staat unter französischer Aufsicht. 1955 wurde eine Volksabstimmung durchgeführt, nach welcher das Gebiet 1957 als Bundesland zur Bundesrepublik Deutschland eingegliedert wurde.
Am 1. Januar 1974 wurde Ommersheim im Rahmen der saarländischen Gebietsreform in die neue Gemeinde Mandelbachtal eingegliedert.

## Religion

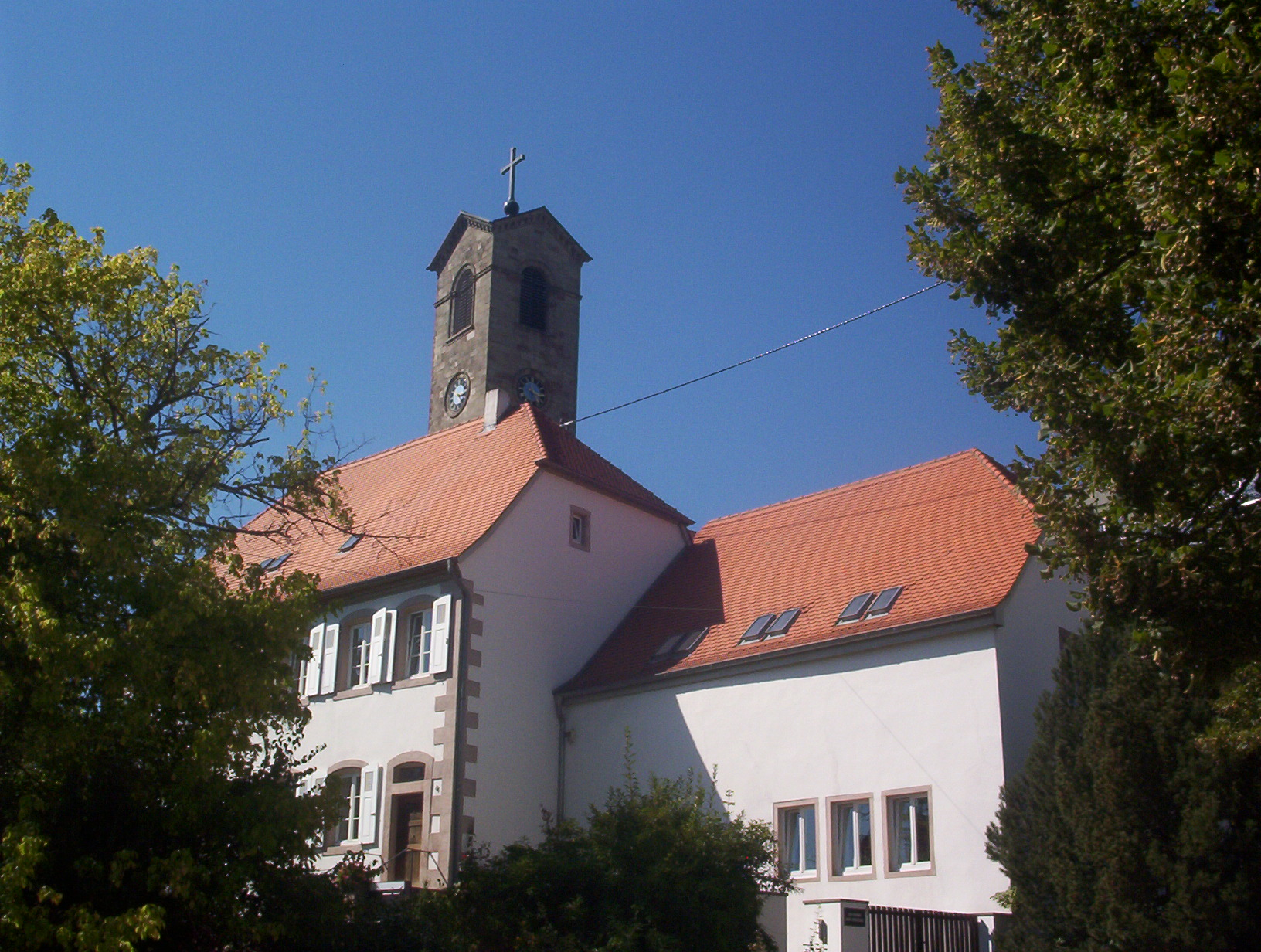
Pfarrhaus

Ommersheim ist größtenteils katholisch. Die Katholiken gehören zur Pfarrei Mariä Heimsuchung, die dem Pfarrverband St. Ingbert im Dekanat Saarpfalz zugeordnet ist, das wiederum Teil des Bistums Speyer ist. Die evangelischen Christen gehören zur Protestantischen Kirchengemeinde in Ensheim, die auch über eine Kirche in Ormesheim verfügt.

## Politik

### Ortsrat
Sitzverteilung im Ortsrat:
- CDU 6 Sitze
- SPD 3 Sitze
- FWG 2 Sitze

(Stand: Juli 2024)

### Ortsvorsteherin
Ortsvorsteherin ist Carolin Usner-Reinhard (CDU).

### Wappen
Das Wappen wurde vom Saarbrücker Erhard Dehnke entworfen und wie folgt begründet:
Oben im Schild ein wachsender blauer Löwe (Wappentier derer von Steinkallenfels, Grafschaft Nassau-Saarbrücken, und des Königreich Bayern), rot bewehrt (Zunge und Klauen) auf silbernen Grund, unten ein silberner Pfahl auf blauem Grund (Leyensche Wappen).
Die Gemeindefarben weiß-blau weisen ebenfalls auf die Zeit hin, als das Dorf zum bayerischen Königreich gehörte.
Am 30. Mai 1959 wurde das Wappen feierlich von Innenminister Kurt Conrad der Gemeinde verliehen.

### Gemeindepartnerschaft
Es besteht eine Partnerschaft mit Vichte (Flandern/Belgien), die seit über 50 Jahren gepflegt wird.

## Kultur und Sehenswürdigkeiten

### Kirche

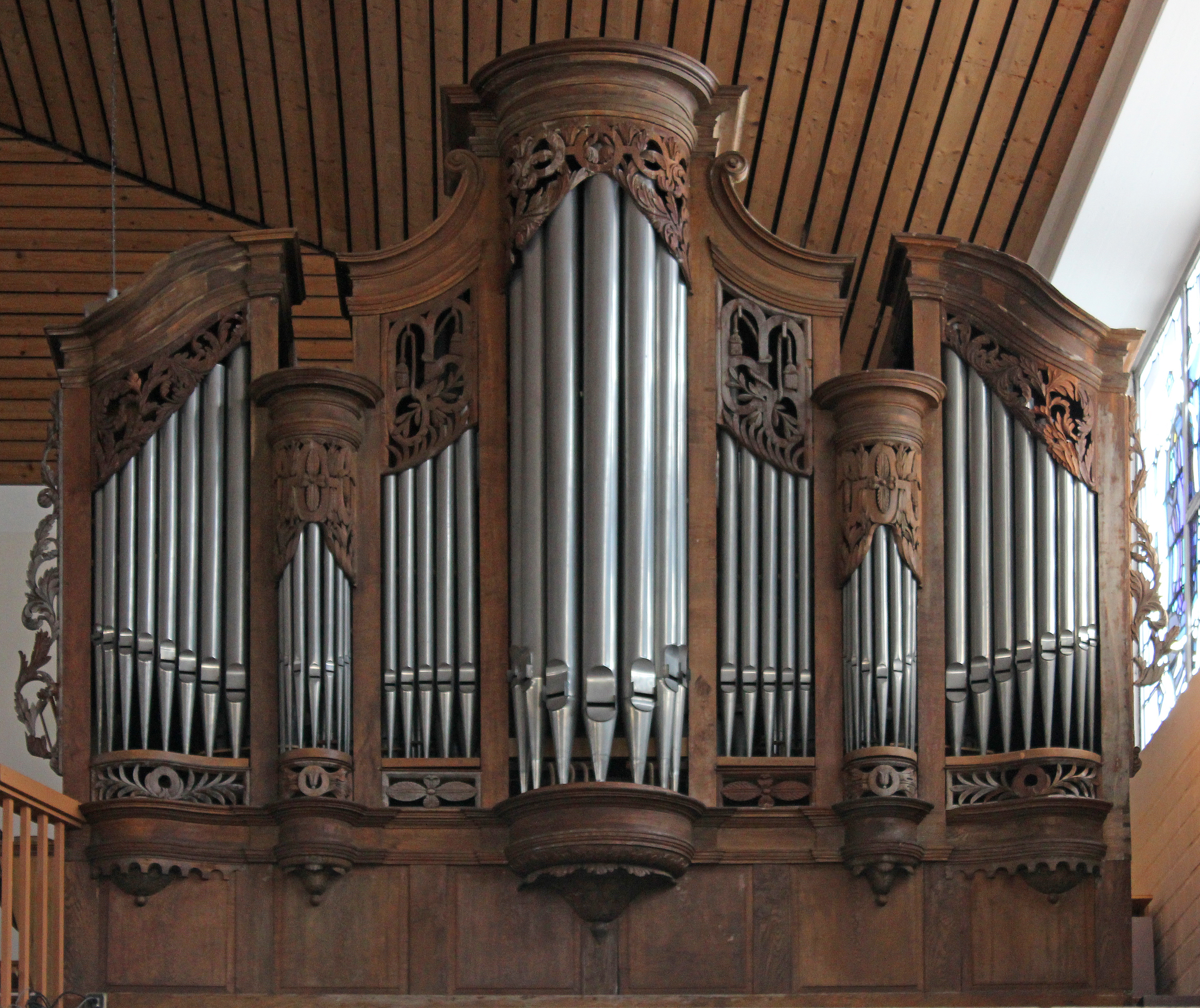
Prospekt der historischen Stumm-Orgel in der Pfarrkirche Mariä Heimsuchung

Die Katholische Pfarrkirche Mariä Heimsuchung ist ein klassizistischer Bau aus der ersten Hälfte des 19. Jahrhunderts, der 1970 durch einen Anbau stark erweitert und im Charakter verändert wurde. Die frühere Kirche bildet jetzt den Chorraum, was den Raumcharakter erheblich verändert hat.
Aus dem Jahr 1838 stammt die einmanualige Orgel der Stumm-Dynastie (4. Generation) in der Kirche. Nach noch erhaltenen Aufzeichnungen im Orgelgehäuse wurde das Instrument am 10. Oktober 1838 aufgestellt. Somit ist es nach dem in Wolfersweiler das zweitälteste erhaltene im Saarland und eines der ältesten in der Region. Das authentische, spätbarocke Eichenholzgehäuse und Orgelwerk überdauerte nahezu unverändert durch frühromantische Einflüsse. Im Zuge des Umbaus der Kirche wurde die Orgel auf die neue Empore versetzt. Das Instrument wurde zuletzt 2003 grundlegend fachgerecht repariert.

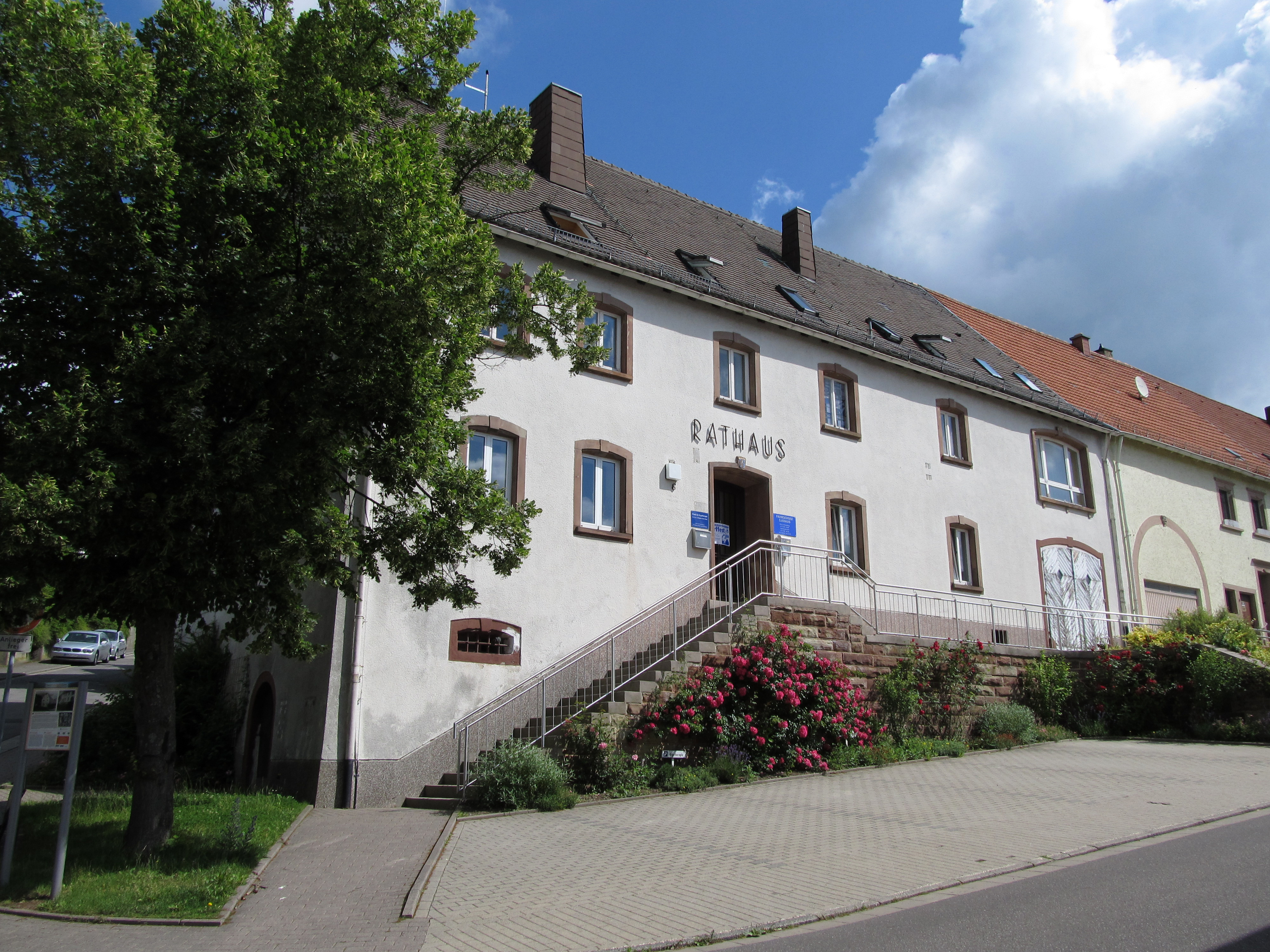
Das ehemalige Rathaus

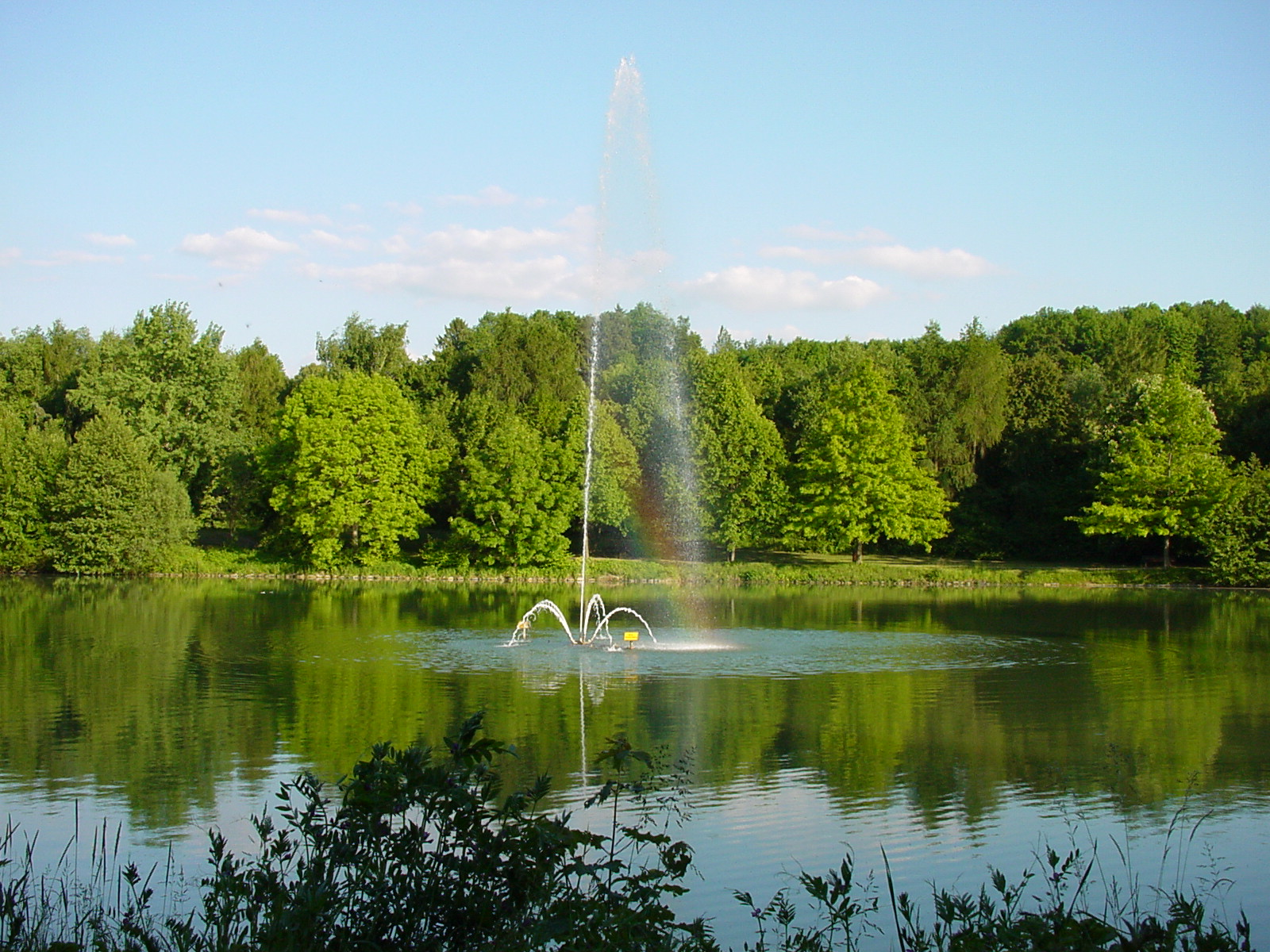
Ommersheimer Weiher

| -         | Manual   | Pedal   |
| --------- | -------- | ------- |
| Register  | 15       | 3       |
| Tonumfang | C – g''' | C – f ' |

### Weitere Sehenswürdigkeiten
Der Ort besitzt eine moderne Lourdesgrotte, die vom Baustil her einige Elemente der Chapelle Notre-Dame-du-Haut de Ronchamp von Le Corbusier widerspiegelt.
- Zehntscheune
- altes Rathaus
- Kreuz an der ehem. „Luitpoldlinde“
- Naherholungsanlage Ommersheimer Weiher
- Spazier- und Wanderwege

### Abgegangene Bauwerke

#### Schloss Philippsburg

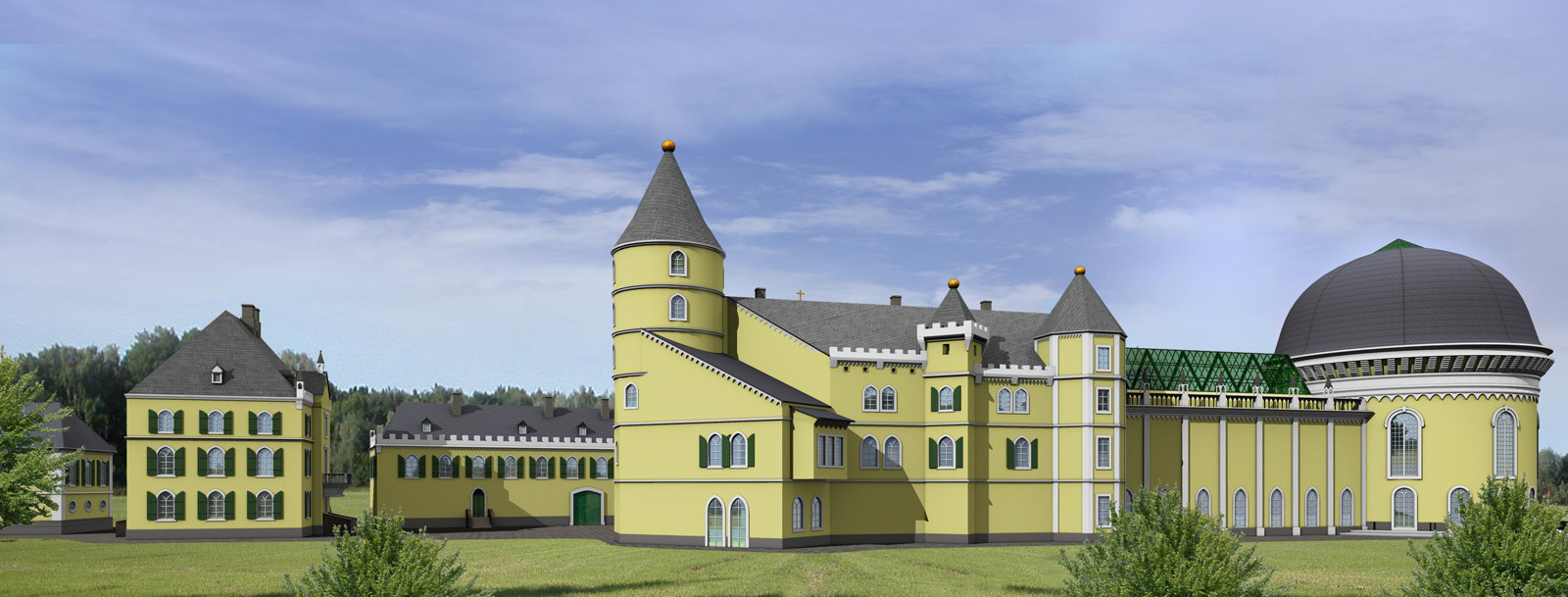
Digitale Rekonstruktion von Schloss Philippsburg

Das Schloss lag vor seiner Zerstörung auf Ommersheimer Gemarkung nördlich, in der Nachbarschaft zum Niederwürzbacher Weiher. Es war einer der bedeutendsten Bauten der frühen Neugotik des 18. Jahrhunderts in Mitteleuropa. Erhalten hat sich lediglich das ehemalige Gesindehaus (heute Forsthaus). Das Schloss gehörte zu den fünf Schlössern, welche die Grafen von der Leyen um den Niederwürzbacher Weiher errichten ließen.

#### Weierscastel/Werexcastel
Unmittelbar in der Nähe des ehemaligen Schlosses Philippsburg befindet sich im Wald eine abgegangene Burg. Von der mittelalterlichen Burganlage sind nur spärliche Mauerreste und Spuren eines Turms erhalten.

### Regelmäßige Veranstaltungen
- Ommersheimer Dorffest (am ersten Wochenende im Juli)
- Ommersheimer Kerb (am ersten Sonntag im Oktober)
- Saarland Trofeo die Gemeinde Mandelbachtal ist Partner dieses jährlich am Wochenende nach Fronleichnam stattfindenden Junioren Weltcup Radrennen.

## Persönlichkeiten
- Jakob Weis (1879–1948), Priester, Buchautor und Divisionspfarrer im Ersten Weltkrieg
- Hermann Hofmann (1880–1941), Abgeordneter im bayerischen Landtag und im Reichstag
- Klara Barth (1880–1940), Abgeordnete im bayerischen Landtag
- Norbert Weis (* 1950), Domkapitular und Offizial des Bistums Speyer
- Christian Schmitt (* 1981), Mitglied des saarländischen Landtags und Fraktionsvorsitzender von 2009 bis 2012